# Göran Nicklasson
Göran Nicklasson (20. října 1942, Åmål – 27. ledna 2018) byl švédský fotbalista, záložník.

## Fotbalová kariéra
Ve švédské lize hrál za IFK Göteborg. V roce 1969 vyhrál s IFK Göteborg švédskou ligu. V Poháru mistrů evropských zemí nastoupil ve 2 utkáních. V nižších soutěžích hrál i za GIF Sundsvall. Za reprezentaci Švédska nastoupil v letech 1969–1970 ve 8 utkáních a dal 1 gól. Byl členem švédské reprezentace na Mistrovství světa ve fotbale 1970, nastoupil ve 2 utkáních.

## Ligová bilance
| Ročník               | Zápasy | Góly | Klub          |
| -------------------- | ------ | ---- | ------------- |
| 2. švédská liga 1963 | -      | -    | GIF Sundsvall |
| 1. švédská liga 1964 | 3      | 0    | IFK Göteborg  |
| 1. švédská liga 1965 | 14     | 4    | IFK Göteborg  |
| 1. švédská liga 1966 | 22     | 5    | IFK Göteborg  |
| 1. švédská liga 1967 | 19     | 7    | IFK Göteborg  |
| 1. švédská liga 1968 | 20     | 4    | IFK Göteborg  |
| 1. švédská liga 1969 | 21     | 6    | IFK Göteborg  |
| 1. švédská liga 1970 | 22     | 2    | IFK Göteborg  |
| 2. švédská liga 1971 | 11     | 3    | IFK Göteborg  |
| 2. švédská liga 1972 | 22     | 4    | IFK Göteborg  |
| CELKEM 1. liga       | 118    | 28   |               |